# Артик
Арти́к (арм. Արթիկ) — город в Армении, в Ширакской области, в Ширакской котловине. Находится в 105 км к северо-западу от Еревана, у северо-западного подножья горы Арагац. Город расположен на ныне не действующей железнодорожной ветке Маралик—Артик—Гюмри.
В советское время ветка активно использовалась для перевозки товаров, так как она была построена специально для вывоза сырья из карьеров близлежащих станций.
В окрестностях города большие запасы ценного строительного камня — вулканического туфа, здесь расположено Артикское туфовое месторождение. Туф находятся под слоем земли в несколько сантиметров, есть также значительные запасы базальта.
В центре Артика расположены три церкви, в непосредственной близости друг от друга: две древние, с разной степенью сохранности — церковь Григор Лусаворич, церковь Майрам Аствацацин (Богородицы), в руинах, которая функционирует как народная часовня, и новая церковь Варага. На всех картах Гугл (на ноябрь 2016 г.) указан несуществующий храм Сурб Геворг, а находящиеся севернее руины церкви Маирам Аствацацин и новая церковь Варага не обозначены вовсе.
На окраине города, на травянистом склоне горной гряды находится Лмбатаванк. В 3-4 км от центра Артика, в селении Арич находится один из крупнейших монастырей Армении Аричаванк. В нём действует духовная школа.

## История
1 октября 1938 года Артик получил статус посёлка городского типа, а в 1945 году стал городом.

## Галерея

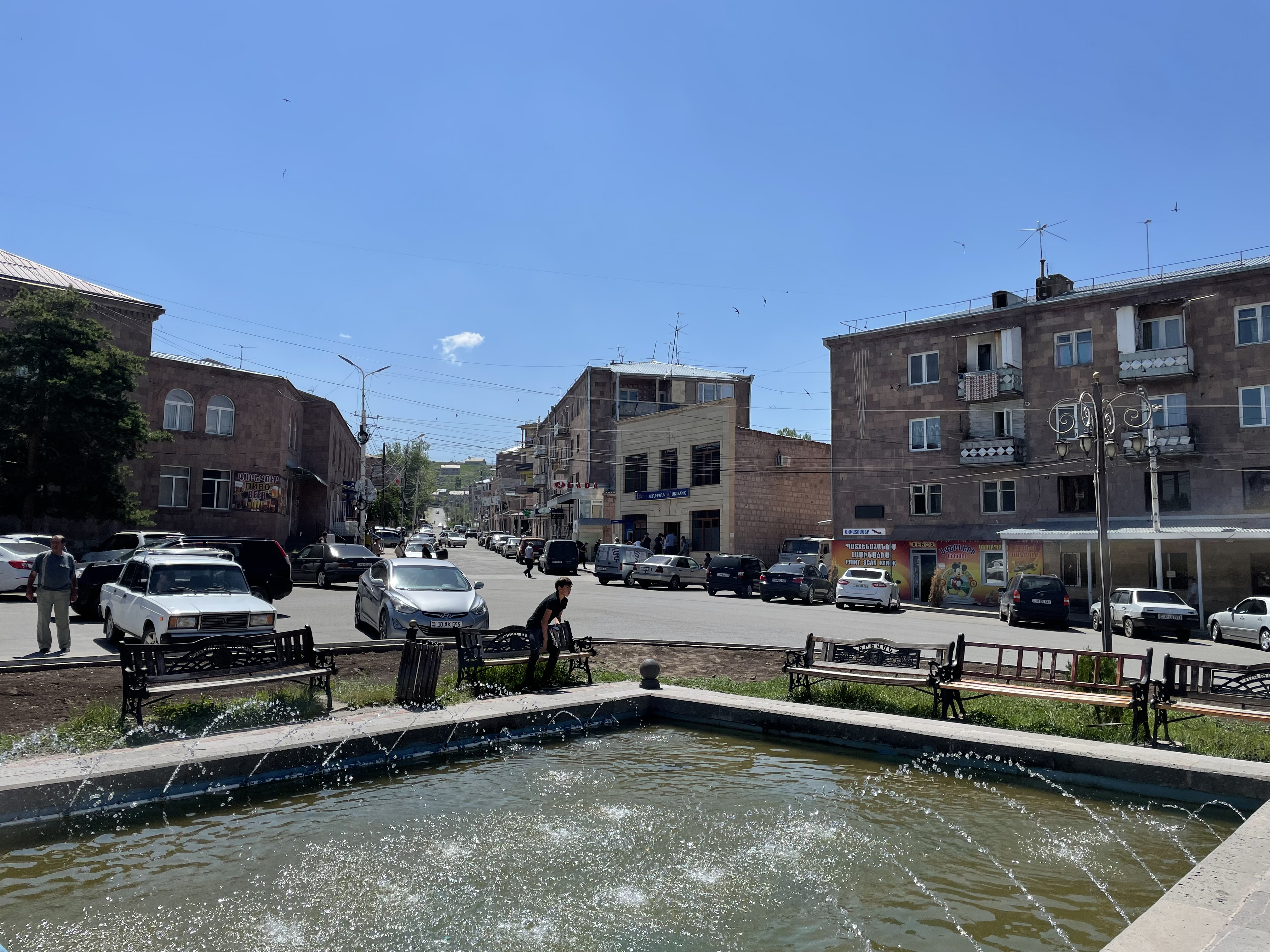
Центральная площадь
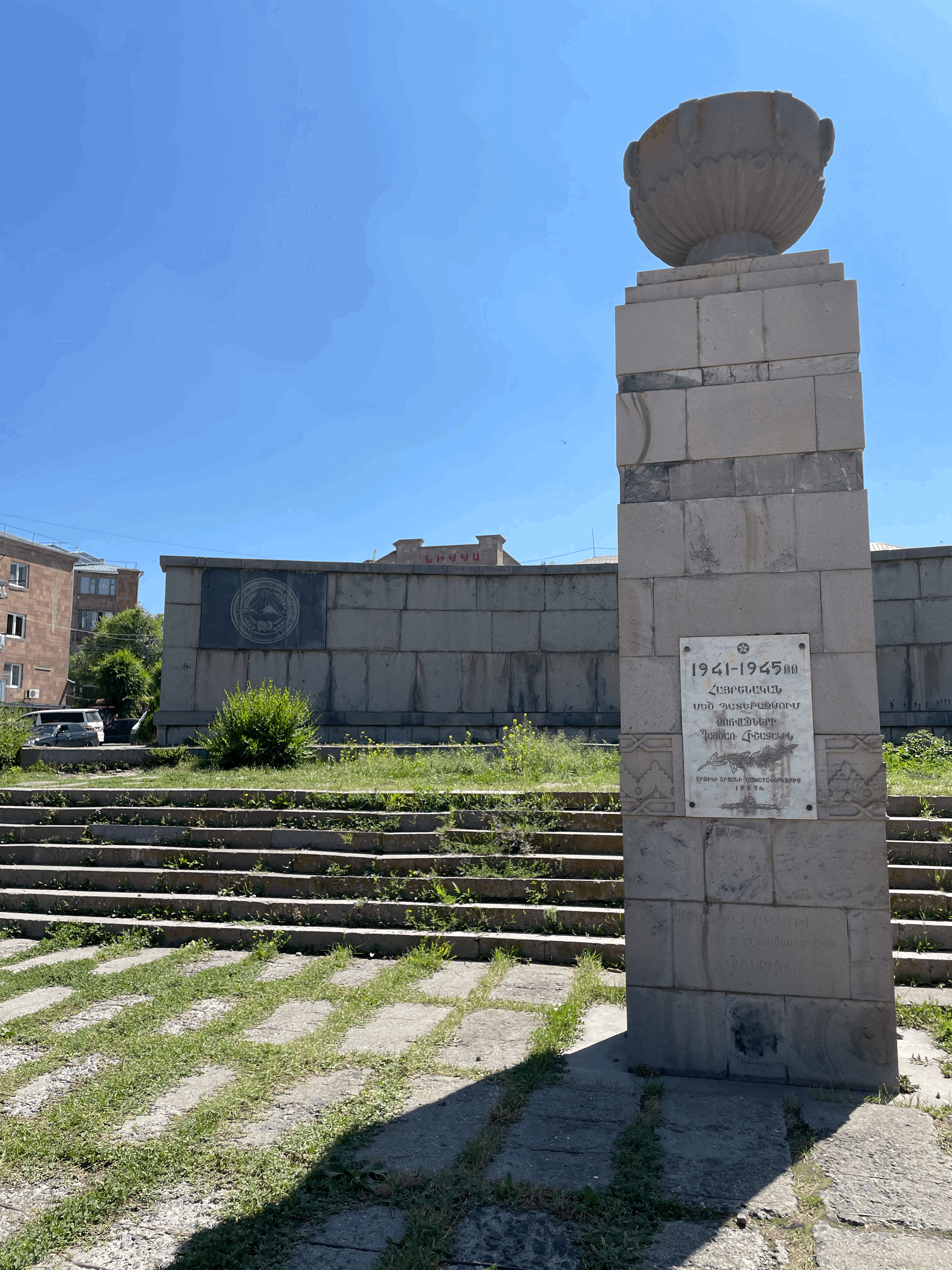
Мемориал Великой Отечественной войне
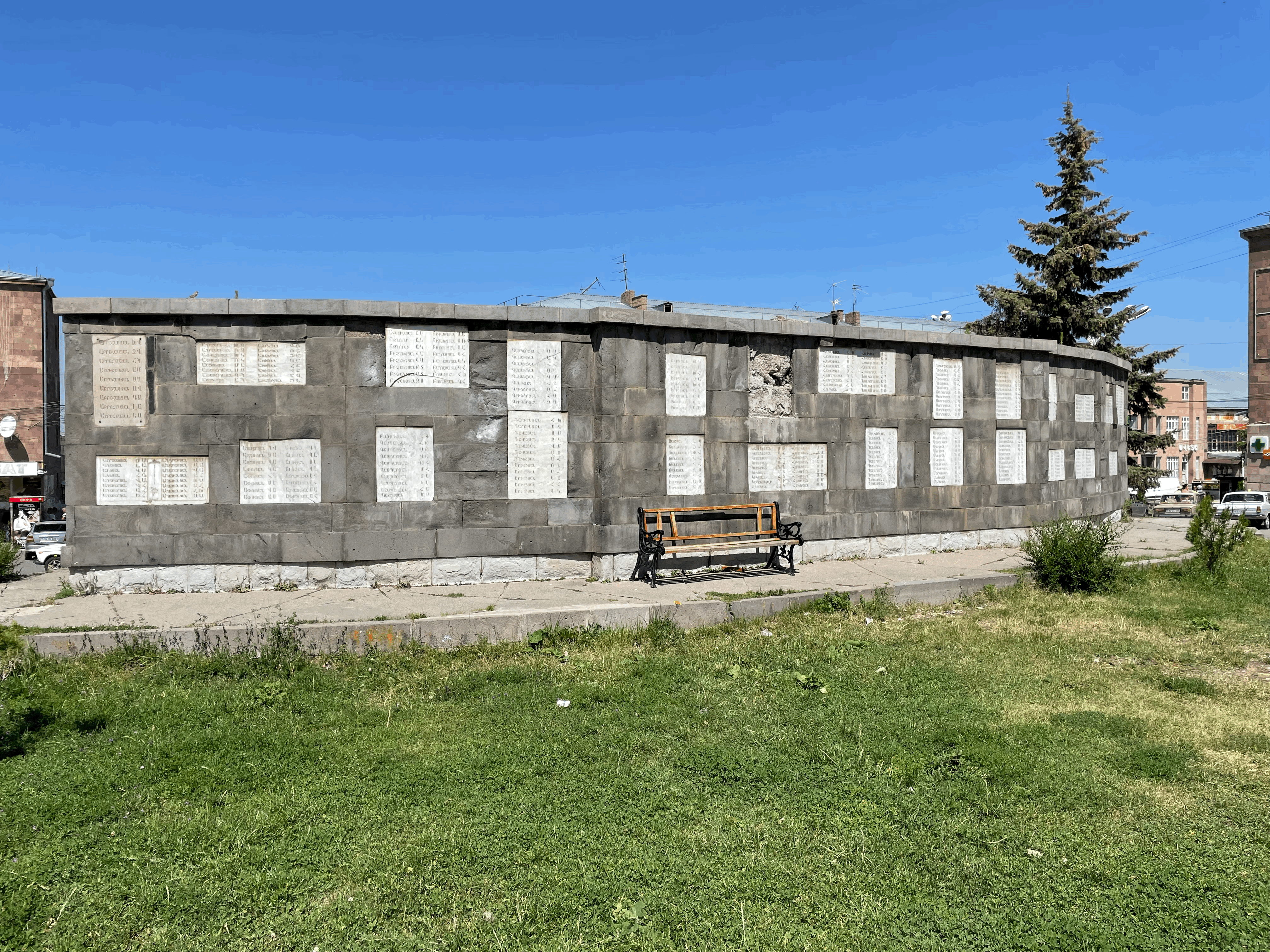
Мемориал Великой Отечественной войне с тыловой стороны
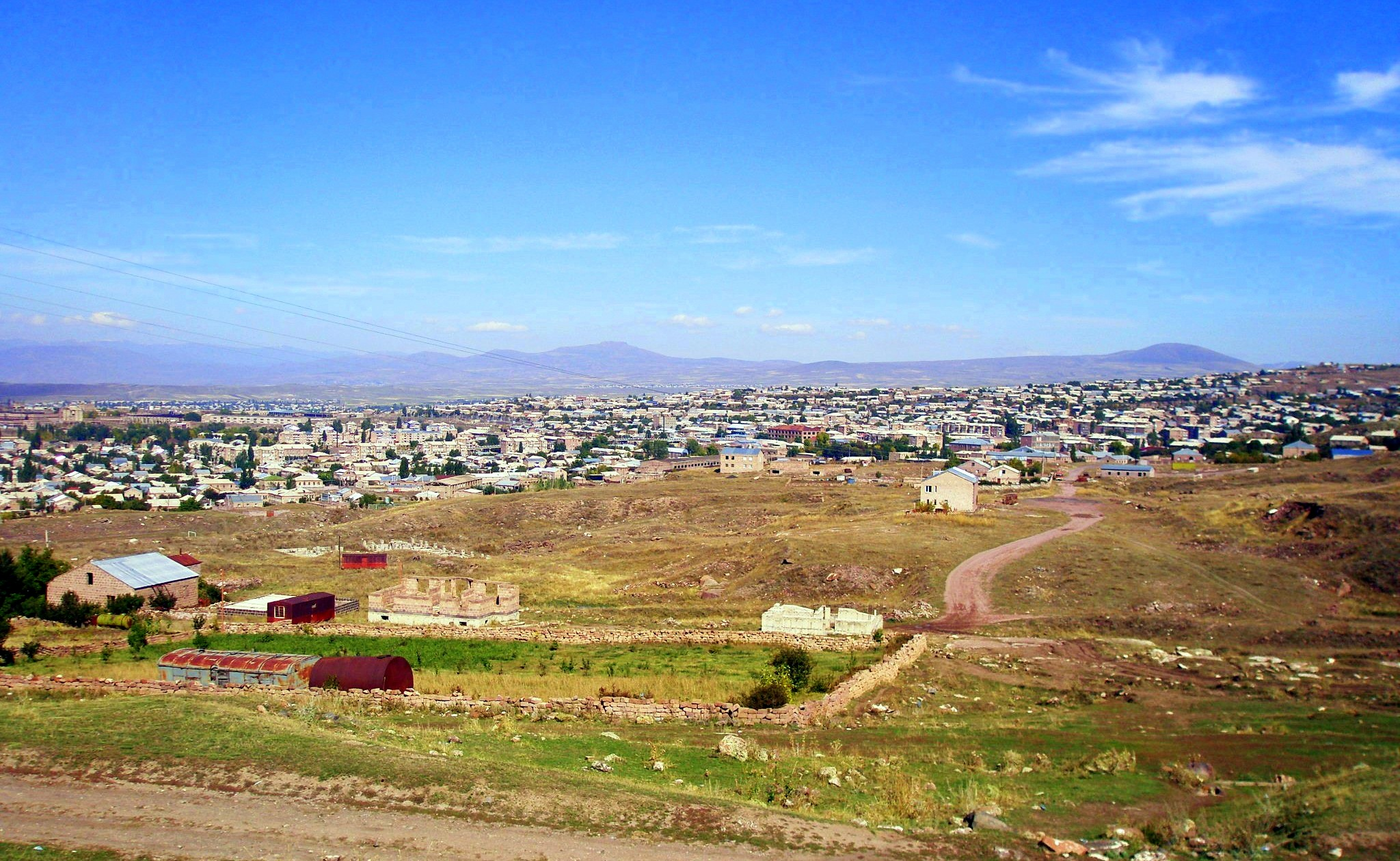
Окрестности города
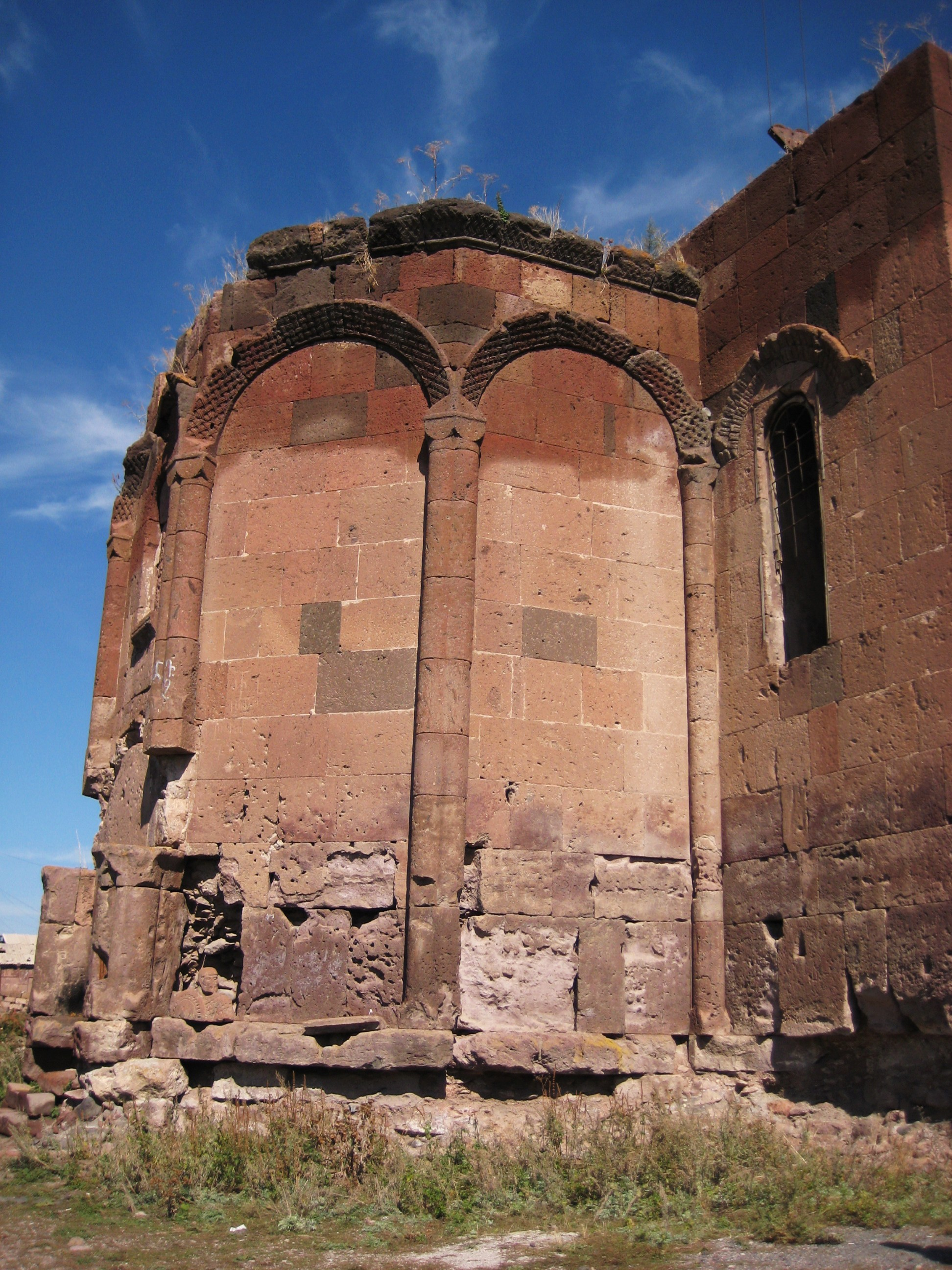
Церковь Сурб Геворг, VII в.
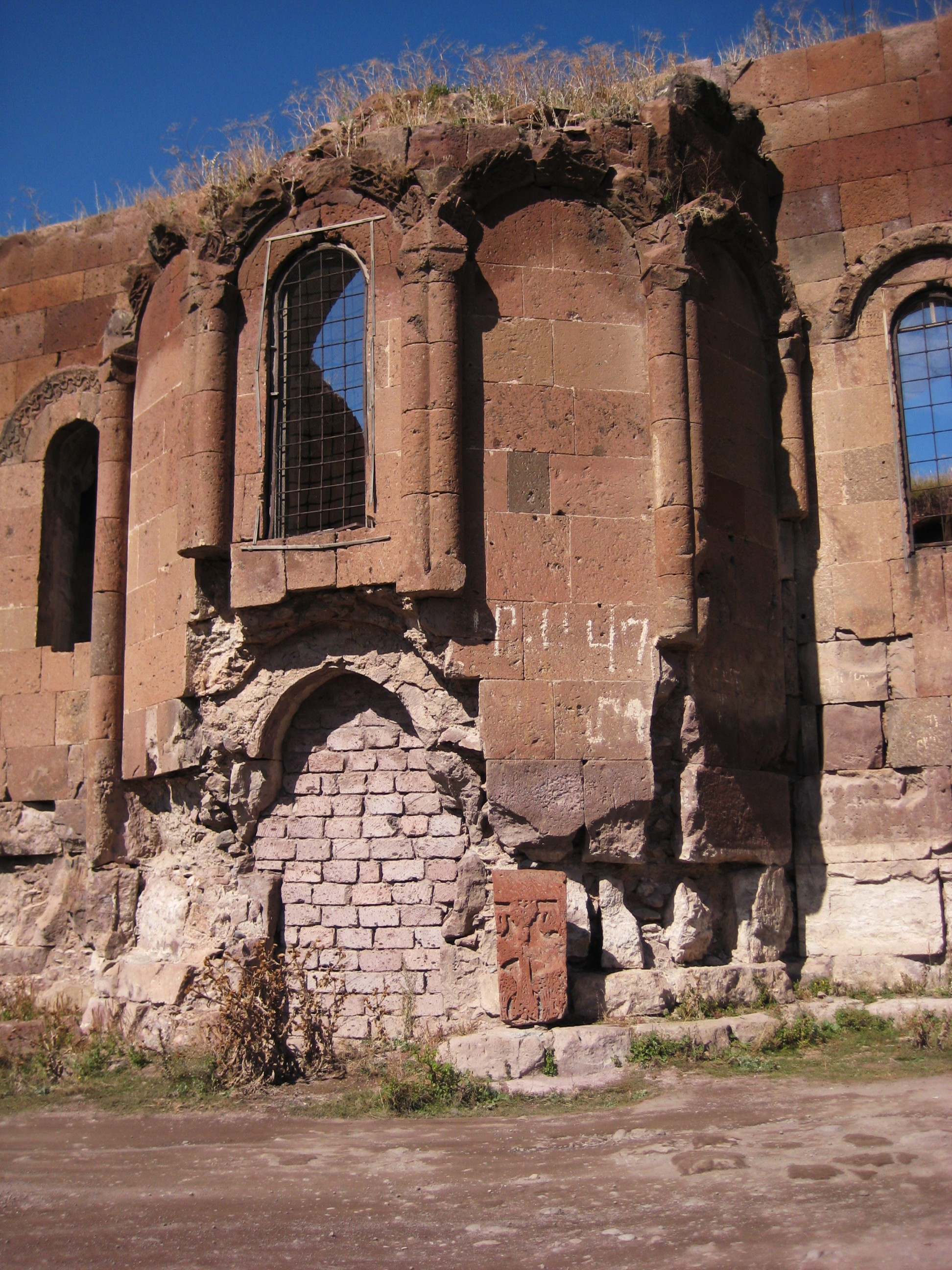
Церковь Сурб Геворг, VII в.
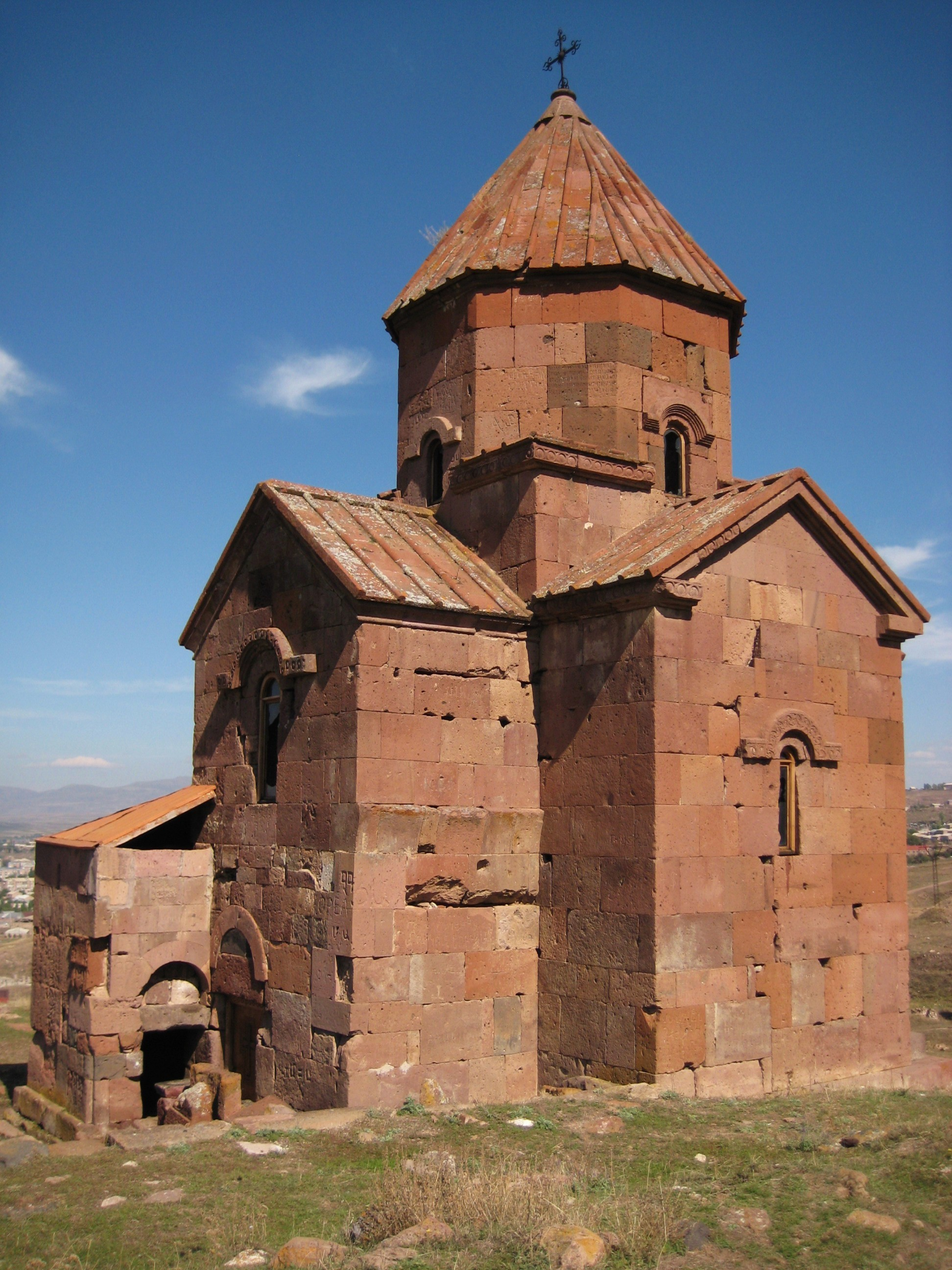
Церковь Лмбатаванк (Сурб Степанос), VII в.